# Maischkrücke

Der heilige Arnulf von Soissons (links) mit Bierkrücke, Darstellung aus dem 15. Jahrhundert.

Die Maischkrücke (auch Bierkrücke, Maischscheit oder Maischegabel oder Brauergabel) ist ein historisches Werkzeug, mit dem beim Bierbrauen die Maische im Bottich umgerührt wurde.
Beim Maischen wird Braumalz unter ständigem Rühren mit Wasser vermischt und erhitzt. Während seit der Zeit der Industrialisierung in der Regel maschinelle Verfahren eingesetzt werden, musste die dickflüssige Maische früher von Hand gerührt werden.

## Ikonografie
Die Maischkrücke erscheint häufig in Zunftzeichen der Brauer und Mälzer.